# البطولة الوطنية المجرية 1967
البطولة الوطنية المجرية 1967 (بالمجرية: 1967-es magyar labdarúgó-bajnokság)‏ هو الموسم 66 من  البطولة الوطنية المجرية. أشرف على تنظيمه اتحاد المجر لكرة القدم، وكان عدد الأندية المشاركة فيه  16، وفاز فيه نادي فيرينتسفاروشي.